# A-6302
La carretera  A-6302  es una carretera jienense de poco más de 4 km que sirve de acceso a Orcera. La carretera nace en un cruce con la carretera  A-317 , en el llamado Cruce de Nogueras. Finaliza en una travesía de Orcera. Sobre la carretera no hay más información, solo que cuenta con un desvío hacia Benatae por un camino de tierra cerca del kilómetro 2.